# حديث غريب

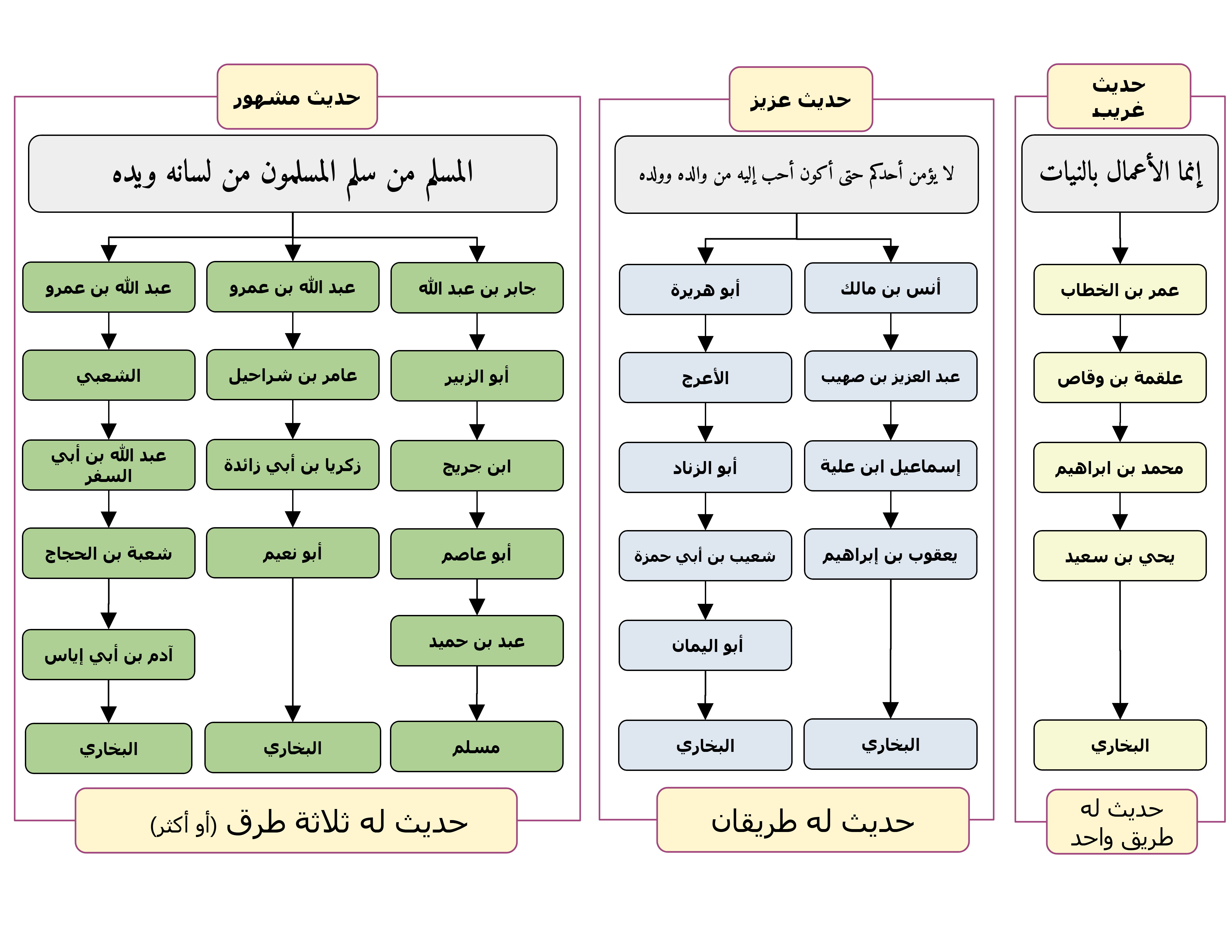
تقسيم الحديث من حيث عدد طرق وصوله إلينا

الحديث الغريب ويُسمى أحيانا الحديث الفرد هو الحديث الذي تفرد بروايته راو واحد في أي طبقة من طبقاته، أو تفرد بزيادة في سنده أو متنه ولم يذكر هذه الزيادة أحد غيره، وقد يكون التفرد في السند أو المتن، وقد يقع التفرد في أصل السند (أول السند من ناحية الصحابي) أو في أثنائه.

## التسمية
الغريب لغة: المنفرد، والبعيد عن أقاربه، سمي بذلك لأنه كالغريب الوحيد الذي لا أهل عنده، أو لبعده عن مرتبة الشهرة فضلا عن التواتر
ورغم الترادف اللغوي والاصطلاحي بين «الحديث الغريب» و«الحديث الفرد»، إلا أن أهل الاصطلاح غايروا بينهما من حيث كثرة الاستعمال، فيَكثر إطلاقهم لفظ «الحديث الفرد» على «الفرد المطلق»، ولفظ «الحديث الغريب» على «الفرد النسبي»، أما عند استعمالهم الفعل المشتق من أحد اللفظين فإنهم لا يفرقون، فيقولون فيهما «تفرد به فلان» أو «أغرب به فلان».

## تقسيم الحديث الغريب

### الغريب المطلق

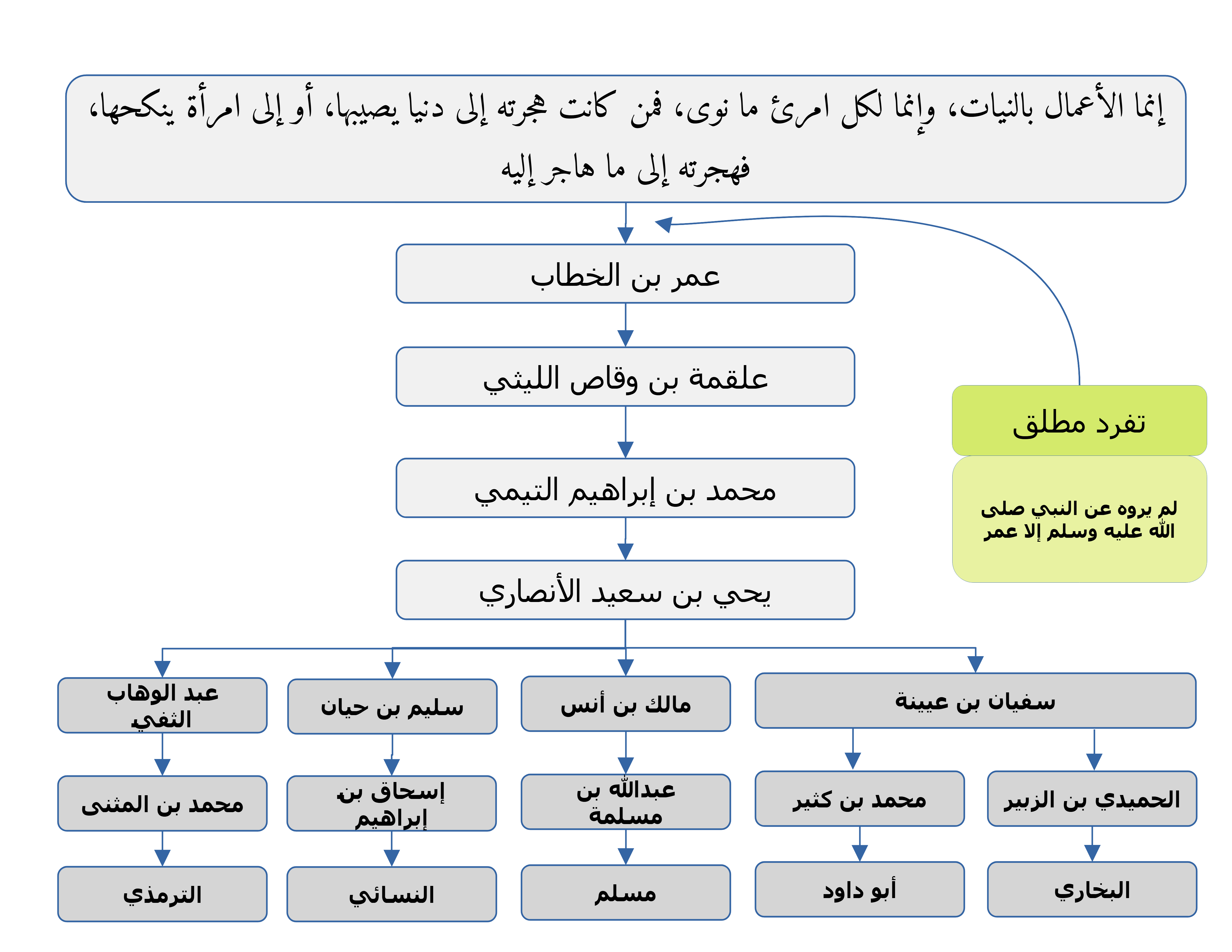
أحد الأمثلة المشهورة على الحديث الغريب، وهو غريب مطلق لتفرده في أصل السند

ويُسمى أيضا الفرد المطلق وهو ما كان التفرد به في أصل الإسناد (أي تفرد به صحابي واحد عن النبي ﷺ)، والتفرد المطلق يكافئ الحديث الغريب إسنادا ومتنا.
- مثله:

فقد تفرد عمر بن الخطاب برواية هذا الحديث عن النبي ﷺ، ثم تفرد به علقمة بن وقاص عن عمر، ثم تفرد به محمد بن إبراهيم عن علقمة، ثم تفرد به يحي بن سعيد عن محمد، (انظر الصورة المقابلة)، فلما تفرد برواية الحديث صحابي واحد عن النبي ﷺ، كان التفرد في أصل الإسناد، فكان تفردا مطلقا.
- مثله أيضا:

فقد تفرد أبو هريرة برواية هذا الحديث عن النبي ﷺ، ثم تفرد به أبو زرعة عن أبي هريرة، ثم تفرد به عمارة بن القعقاع عن أبي زرعة، فلما تفرد برواية الحديث صحابي واحد عن النبي ﷺ، كان التفرد في أصل الإسناد، فكان تفردا مطلقا.

### الغريب النسبي

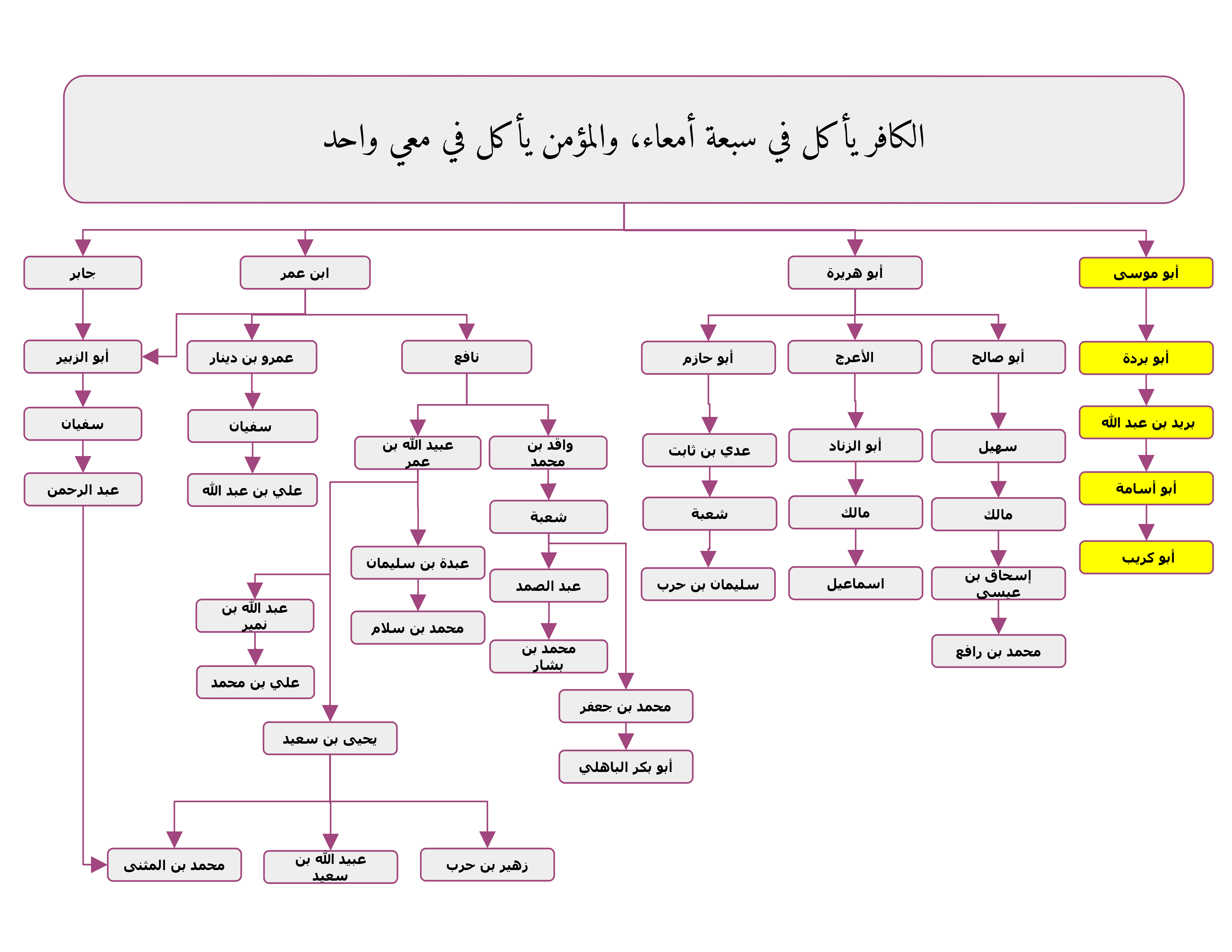
حديث معروف متنه بعدة أسانيد، انفرد الإمام مسلم بسند له، فكانت روايته حديثا غريبا سندا لا متنا

ويُسمى أحيانا الفرد النسبي وهو ما كان التفرد به في أثناء الإسناد، حيث يرويه عن النبي ﷺ أكثر من صحابي، ثم ينفرد راو بروايته عن أحد الصحابة. وسمي نسبيا لكون التفرد فيه حصل بالنسبة إلى شخص معين، ويقل إطلاق الفرد عليه، والتفرد النسبي يكافئ الحديث الغريب إسنادا لا متنا.
- مثله:

فهذا المتن معروف عن النبي ﷺ من وجوه متعددة (انظر الصورة المقابلة)، وقد خُرج في الصحيحين من حديث أبي هريرة وابن عمر وجابر عن النبي ﷺ، لكن الإمام مسلم روى الحديث بسند غريب عن أبي كريب عن أبي أسامة عن بريد بن عبد الله عن جده عن أبي موسى، وقد استغرب غير واحد هذا الإسناد، وذكروا أن أبا كريب تفرد به. ولما كان التفرد في ليس في أصل السند وإنما في السند المنفرد الذي أورده مسلم، كان تفرد الحديث تفردا نسبيا.

## حكم الحديث الغريب
تختلف درجة الحديث الغريب بحسب استيفائه لشورط الصحة والضعف إلى:
- حديث غريب صحيح: كأمثال ما ورد منها في الصحيحين، ويعبر عنه الترمذي بقوله «صحيح غريب»
- حديث غريب حسن: ومنه كثير في جامع الترمذي ويقول عنه «حسن غريب لا نعرفه إلا من هذا الوجه».[5]
- حديث غريب ضعيف: وهو الغالب على الغرائب، حتى حذر علماء الحديث منها، ونهوا عن الاستكثار من روايتها[3][5]
  - الحديث الغريب إذا خالف به الرواي الثقة من هو أوثق منه فإنه يكون حديثا شاذا
  - الحديث الغريب إذا خالف به الرواي غير الثقة رواية الراوي الثقة فإنه يكون حديثا منكرا

## كتب الحديث الغريب
ومن الكتب التي يوجد فيها غريب الحديث:
- «السنن التي تفرد بكل سنة منها أهل بلدة»" لأبي داود
- «مسند البزار»
- «المعجم الأوسط» للطبراني
- «غرائب مالك» و«الأفراد» للدارقطني
- «غرائب شعبة» لابن منده

## روابط خارجية
- مكتبة رسالة الإسلام
- الموسوعة الحديثية وسلسلة الأحاديث الضعيفة والموضوعة